# Heinz Hopf

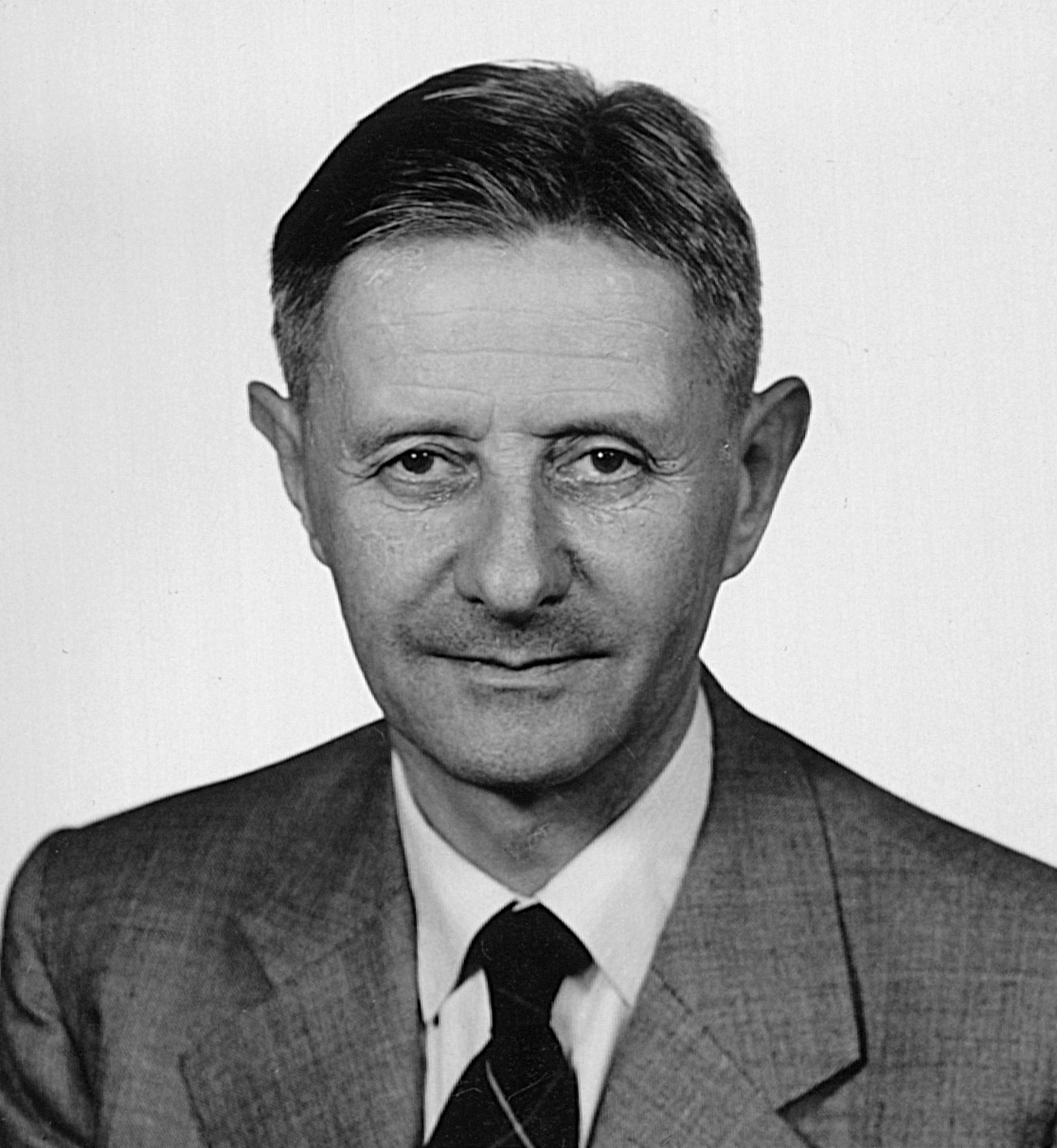
Heinz Hopf (1954)

Heinz Hopf, eigentlich Heinrich Hopf (* 19. November 1894 in Gräbschen bei Breslau; † 3. Juni 1971 in Zollikon), war ein deutsch-schweizerischer Mathematiker und ein Pionier der algebraischen Topologie.

## Herkunft und Ausbildung
Hopf wurde in Gräbschen in Schlesien als Sohn des jüdischen Brauereibesitzers Wilhelm Hopf und dessen Ehefrau Elisabeth Kirchner geboren. Seine Mutter stammte aus einer evangelischen Familie und der Vater konvertierte zum Protestantismus. Nach dem Besuch der Privatschule für Knaben von Karl Mittelhaus und des König-Wilhelms-Gymnasiums zu Breslau studierte er ab 1913 an der schlesischen Friedrich-Wilhelms-Universität zu Breslau Mathematik. In Breslau lehrten damals Adolf Kneser, Max Dehn, Ernst Steinitz, Erhard Schmidt und Rudolf Sturm.

## Werdegang

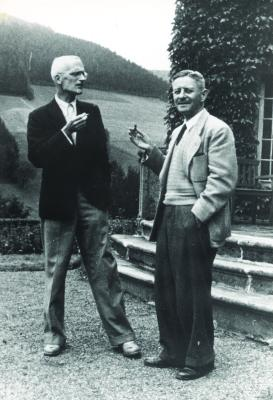
Heinz Hopf (rechts) in Oberwolfach, zusammen mit Hellmuth Kneser

Sein Studium wurde durch den Ersten Weltkrieg unterbrochen. Er meldete sich 1914 freiwillig und verbrachte den ganzen Krieg als Leutnant an der Westfront. Bei Verdun wurde er schwer verwundet (Eisernes Kreuz 1918). Während der Erholungszeit 1917 konnte er in Breslau bei Erhard Schmidt Kurse besuchen, und die Beschäftigung mit den von Schmidt gestellten Problemen waren in seiner restlichen Soldatenzeit nach seinen eigenen Worten ein Lichtblick. Nach dem Krieg studierte er in Heidelberg (bei Paul Stäckel und Oskar Perron) und Berlin, bei Issai Schur, Ludwig Bieberbach und Erhard Schmidt. 1925 wurde er bei Erhard Schmidt in Berlin mit einer Arbeit über den Zusammenhang von Krümmung in der Differentialgeometrie und Topologie promoviert. Darin wurden auch die dreidimensionalen einfach zusammenhängenden vollständigen riemannschen Mannigfaltigkeiten konstanter Krümmung klassifiziert  bezüglich globaler Isometrie (Clifford-Klein-Raumproblem, 3 Fälle hyperbolisch, euklidisch, sphärisch). Außerdem gab er eine Formel für die Totalkrümmung (curvatura integra) geschlossener Hyperflächen M im euklidischen Raum als Abbildungsgrad der Gaußschen Normalenabbildung von M in die Einheitssphäre und stellte eine Verbindung zur Summe der Indizes von Tangentialvektorfeldern auf M her (mit Ankündigung des Beweises des Satzes von Poincaré-Hopf, siehe unten). Unter Schmidt studierte er auch intensiv die frühen topologischen Arbeiten von Brouwer und Henri Poincaré. Insbesondere begründete er die bei Brouwer und Poincaré angelegte Theorie des Abbildungsgrades (der Abbildung geschlossener orientierter Mannigfaltigkeiten) neu, wobei er den Grad als korrekte Zählung der Urbilder eines Punktes definierte, und zeigte dessen Homotopieinvarianz: zwei Abbildungen einer n-dimensionalen Mannigfaltigkeit in die n-Sphäre sind homotop, falls die Abbildungsgrade übereinstimmen (von Brouwer zuvor für n=2 bewiesen). Der Abbildungsgrad bestimmt danach die Homotopieklasse. Es lässt sich auch ein Zusammenhang mit Vektorfeldern auf einer n-dimensionalen Mannigfaltigkeit herstellen: die isolierten Singularitäten (Nullstellen) definieren jeweils eine Abbildung der (n-1)-Sphäre in sich, deren Abbildungsgrad gleich dem Index der Singularität ist.
Von 1925 bis 1926 lebte er in Göttingen, wo er bei Emmy Noether hörte und den russischen Topologen Pawel Sergejewitsch Alexandrow kennenlernte, mit dem ihn eine lebenslange Freundschaft verband. Insbesondere von Emmy Noether lernten beide, die Homologietheorie gruppentheoretisch zu behandeln. In seiner Göttinger Habilitation von 1926 untersuchte er Homotopieklassen von Abbildungen n-dimensionaler Mannigfaltigkeiten in Sphären und   Vektorfeldern auf Mannigfaltigkeiten und er gab einen Beweis von Solomon Lefschetz’ Indextheorem für Vektorfelder auf geschlossenen Mannigfaltigkeiten (Summe der Indizes gibt Euler-Charakteristik, also eine fundamentale topologische Invariante, heute bekannt als Satz von Poincaré-Hopf). 1928 entwickelte er diese Ideen von Lefschetz weiter und gab einen Beweis des Lefschetz-Fixpunktsatzes, in dem erstmals Homologiegruppen auftauchten. Gleichzeitig definierte er für die Zyklen in Mannigfaltigkeiten über die Schnittzahl ein Produkt, das sich später als frühes Kohomologie-Konzept erwies. 1927–1928 war er mit Alexandroff als Rockefeller-Stipendiat in Princeton, wo sie mit Oswald Veblen, James Alexander und Lefschetz zusammenarbeiteten. Im Oktober 1928 heiratete er Anja von Mickwitz (1891–1967). Hopf hatte ab 1931 eine Professur an der ETH Zürich als Nachfolger des nach Göttingen gewechselten Hermann Weyl, u. a. auf Empfehlung von Schur, dem er selbst später auf dessen Flucht vor den Nationalsozialisten 1936 an der ETH vorübergehend Unterschlupf verschaffen konnte. In Zürich nahm Hopf 1943 auch die Schweizer Staatsbürgerschaft an.
1931 definierte er die Hopf-Invariante als topologische Invariante von Abbildungen zwischen Sphären gewisser (unterschiedlicher) Dimensionen und zeigte, dass es unendliche viele Homotopieklassen bei den Abbildungen von {\displaystyle S^{3}\to S^{2}} gibt. Nimmt man an, dass die Abbildungen f von {\displaystyle S^{3}} nach {\displaystyle S^{2}} regulär sind (das heisst simplizial oder differenzierbar), dann sind die Urbilder fast aller Punkte von {\displaystyle S^{2}} eindimensionale (eine oder mehrere Kreislinien). Dann ist die Hopf-Invariante die Verschlingungszahl (in {\displaystyle S^{3}}) der Urbilder zweier verschiedener Punkte von {\displaystyle S^{2}}. 1935 veröffentlichte er mit Alexandroff das bekannte Lehrbuch Topologie in der Grundlehren-Reihe des Springer Verlages, das als eines der ersten Lehrbücher dieses Gebietes gilt und großen Einfluss hatte (von den geplanten drei Bänden erschien nur der erste). 1939 behandelte er die Topologie kompakter Liegruppen, wobei er die Hopf-Algebren einführt, die später in der Theorie der Quantengruppen von fundamentaler Bedeutung wurden.
Eine Arbeit von 1941 Fundamentalgruppe und zweite Bettische Gruppe wird als eine der ersten Arbeiten zur homologischen Algebra angesehen, die kurze Zeit später besonders von Samuel Eilenberg und Norman Steenrod entwickelt wurde.
1940 bewies er mit topologischen Hilfsmitteln, dass reelle kommutative, aber nicht unbedingt assoziative, Divisionsalgebren maximal die Dimension 2 über den reellen Zahlen haben; gibt es ein Einselement, sind die komplexen Zahlen bis auf Isomorphie die einzige solche Algebra (in diesem Fall folgt dann also Assoziativität aus Kommutativität).
1948 führte er unabhängig von Charles Ehresmann das Konzept fastkomplexer Mannigfaltigkeiten ein. Das geschah in Zusammenhang mit der Frage, ob jede orientierbare Mannigfaltigkeit geradzahliger Dimension eine komplexe Struktur erlaubt, was Hopf widerlegte (zum Beispiel zeigte er, dass es solche nicht in den Dimensionen n=4,8 gibt). Die offene Frage ob solche in n=6 existieren ist als Hopf-Problem bekannt.
Zu seinen Studenten in Zürich zählen Beno Eckmann, Hans Samelson, Eduard Stiefel.

## Würdigungen
Nach ihm benannt sind auf mathematischem Gebiet die Hopf-Faserungen, H-Räume, H-Gruppen, Hopf-Invariante, Hopf-Algebren, die Hopf-Verschlingung, der Satz von Hopf-Rinow über die geodätische Vollständigkeit riemannscher Mannigfaltigkeiten.
Hopf war sechsfacher Ehrendoktor (u. a. Sorbonne, Princeton), erhielt den Moskauer Lobatschewski-Preis, war Mitglied der Accademia Nazionale dei Lincei, der National Academy of Sciences der USA und von 1954 bis 1958 Präsident der Internationalen Mathematischen Union. 1950 hielt er einen Plenarvortrag auf dem Internationalen Mathematikerkongress in Cambridge (Massachusetts) (Die n-dimensionalen Sphären und die projektiven Räume in der Topologie). Im Jahr 1958 wurde er zum Mitglied der Leopoldina gewählt, 1961 in die American Academy of Arts and Sciences und 1962 in die American Philosophical Society aufgenommen. Seit 1949 war er korrespondierendes Mitglied der Heidelberger Akademie der Wissenschaften und seit 1966 korrespondierendes Mitglied der Göttinger Akademie der Wissenschaften.
2001 wurde außerdem der Asteroid (25142) Hopf nach ihm benannt.

## Heinz-Hopf-Preis
Die ETH Zürich vergibt alle zwei Jahre den Heinz-Hopf-Preis für hervorragende wissenschaftliche Leistungen im Gebiet der reinen Mathematik. Die Preisübergabe erfolgt jeweils anlässlich der Heinz-Hopf-Vorlesungen, die vom Preisträger gehalten werden.

## Schriften
- Hopf: Collected Papers. Springer 2001 (Hrsg. Beno Eckmann)
- Hopf: Selecta Heinz Hopf. Springer 1964
- Hopf: Differential geometry in the large. Seminar Lectures New York University 1946 and Stanford University 1956. (Lecture Notes in Mathematics; 1000). Berlin/Heidelberg: Springer 1989
- Alexandroff, Hopf: Topologie. 1935, abgerufen am 22. März 2020.
- Hopf: Eine Verallgemeinerung der Euler-Poincaréschen Formel. In: Nachr.Akad.Wiss.Göttingen. 1928, S. 127–136, abgerufen am 22. März 2020.
- Hopf: Über die Abbildungen der dreidimensionalen Sphäre auf die Kugeloberfläche. In: Mathematische Annalen. 1931, S. 637–665, abgerufen am 22. März 2020. (Hopf-Faserung, Hopf-Invariante)
- Fundamentalgruppe und zweite Bettische Gruppe. In: Commentarii Mathematici Helvetici. Band 14. 1941/42, S. 257–309, doi:10.5169/seals-14307.
- Hopf: Vom Bolzanoschen Nullstellensatz zur algebraischen Homotopietheorie der Sphären. In: Jahresbericht der Deutschen Mathematiker-Vereinigung. 1953, S. 59–76, abgerufen am 22. März 2020.
- Hopf: Über die Abbildungen von Sphären auf Sphären niedrigerer Dimension. Fundamenta Mathematicae, Band 25, 1935, S. 427–440, Digitalisat.

Viele Aufsätze von Hopf z. B. aus den Mathematischen Annalen, Comm.Math.Helvetici sind hier online: (gdz.sub.uni-goettingen.de)
Einige Aufsätze aus den Proc.Nat.Acad. sind hier online: pnas.org